# 陈准 (明朝宦官)
陈准（？年—1485年），成化时期的东厂提督太监，为人清白简朴，与司礼监掌印太监怀恩交好。

## 生平
成化初年，升为司礼监太监。
成化二十年（1484年），代替尚銘任东厂提督太监。。
成化二十一年（1485年），自缢而死。
| 前任： 尚銘 | 东厂提督太监 1484年—1485年 | 繼任： 罗祥 |